# Ferlacher Spitze
Ferlacher Spitze är en bergstopp i Österrike.   Den ligger i distriktet Villach-Land och förbundslandet Kärnten, i den sydöstra delen av landet, 260 km sydväst om huvudstaden Wien. Toppen på Ferlacher Spitze är 1 572 meter över havet.
Terrängen runt Ferlacher Spitze är bergig söderut, men norrut är den kuperad. Närmaste större samhälle är Villach, 13,0 km nordväst om Ferlacher Spitze. 
I omgivningarna runt Ferlacher Spitze växer i huvudsak blandskog. Runt Ferlacher Spitze är det tätbefolkat, med 550 invånare per kvadratkilometer.